# Școală de vară
O școală de vară reprezintă un program sponsorizat de obicei de o instituție de învățământ care organizează cursuri pentru elevi și studenți în timpul vacanței de vară.